# ناحية تل حميس
ناحية تل حميس إحدى نواحي سوريا تتبع إداريّاً لمحافظة الحسكة منطقة القامشلي ومركزها بلدة تل حميس، بلغ تعداد سكان الناحية 71,699 نسمة حسب التعداد السكاني لعام 2004. فصلت بعض قرى الناحية عنها لإحداث ناحية اليرموك بعام 2008م.

## بلدات وقرى ناحية تل حميس

### أ
- أبو توينة
- أبو خزف
- أبو خشب
- أبو كبير
- إسكندرون
- أم القرى
- أم  غدير
- أم  كهيف

### ب
- الباردة
- بلقيس  صغيرة شرقية
- بلقيس  كبيرة

### ت
- تفاحية
- تل  التنك
- تل  أحمد
- تل  أحمد حرب
- تل  بستان صغير
- تل  بستان كبير
- تل  حميس
- تل  خليل
- تل  سطيح شرقي
- تل  عنبر
- تل  عيس
- تل غزال
- تل  معروف
- تل  مها

### ج
- جارد
- الجميلية
- الجيسي

### ح
- حاجية  صغيرة
- حاجية  كبيرة
- الحديبية
- الحسينية
- حصوة
- حصوية  تحتاني كبير
- حصوية  فوقاني صغير
- الحمر
- حمصيات  صغيرة
- حمصيات  كبيرة
- الحنوة الصغيرة
- الحنوة الكبيرة
- حيفا

### خ
- الخاصة
- خراب الخيل
- خراب  عسكر
- خراب  المهار
- خربة  أسعد
- خربة موسى
- خربة  نورا
- خرنوبي  حسو
- خرنوبي  صغير
- خرنوبي  نايف
- خريجة
- خزنة  جديدة
- الخنساء
- خويتلة  الجديدة
- خويتلة  رعيدات

### د
- دمدم

### ر
- رحية  السودا
- رحية  مدينة ( المستريحة)
- رسم  الدروع
- الراشدية
- رشيدية

### ز
- الزباء
- الزهراء
- زوما  الصغرى

### س
- السعدية

### ش
- شرموخ  صغير
- شرموخ  كبير
- شرموخ  وسطاني
- الشمدينية
- الشورى
- شيبانية  دندح
- شيبانية  محمد
- شيبانية  نايف

### ص
- الصفراء

### ط
- الطائف
- طامنة  البرية
- طراحية  (شيخ سالم)
- طواريج
- طويل  حرب

### ع
- عاكولة
- عشوان
- عكاظ
- عمارة
- العبرة

### غ
- غسان
- الغنامية

### ف
- فارس  صغير
- الفخارية
- فرفرة
- الفرحانية
- الفسطاط

ق
- القيروان

### ك
- كبيبة  أبو خزف
- كديميات
- كعيد

### م
- متينية
- مثلوثة  حمزة
- مثلوثة  وسطى
- مجيرينات  العمرى
- مجيرينات  محل
- المرج
- المشتى
- مشيرفة  الحمر

### ن
- الناصرية
- ناعم  الجلاد
- ناعم  الهيار

### و
- واوية
- الوهابية

### ي
- يمامة